# Sincondroza sfeno-occipitală
Sincondroza sfeno-occipitală (Synchondrosis spheno-occipitalis) este un cartilaj la copii, situat între fața posterioară a corpului osului sfenoid și porțiunea bazilară a osului occipital, care se osifică la vârsta de 16-20 ani și prin aceasta porțiunea bazilară se sudează cu corpul osului sfenoid. Această  osificare are o importanță particulară în antropologia medico-legală.